# Microterys bellae
Microterys bellae is een vliesvleugelig insect uit de familie Encyrtidae. De wetenschappelijke naam is voor het eerst geldig gepubliceerd in 1968 door Trjapitzin.